# Dinastía Pala

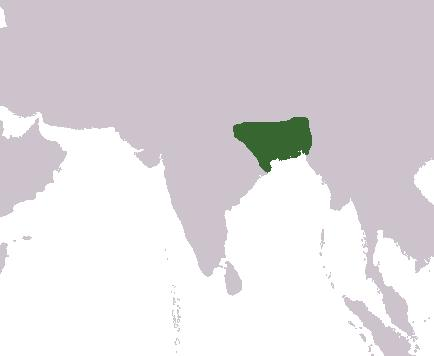
El reino Pala.

La dinastía Pala, Imperio Pala o Reino Pala (bengalí: পাল সাম্রাজ্য, Pāl Sāmrājya) fue un antiguo estado de Bengala y la zona del actual Bihar, cuya existencia abarca del siglo VIII al siglo XII.

## Historia

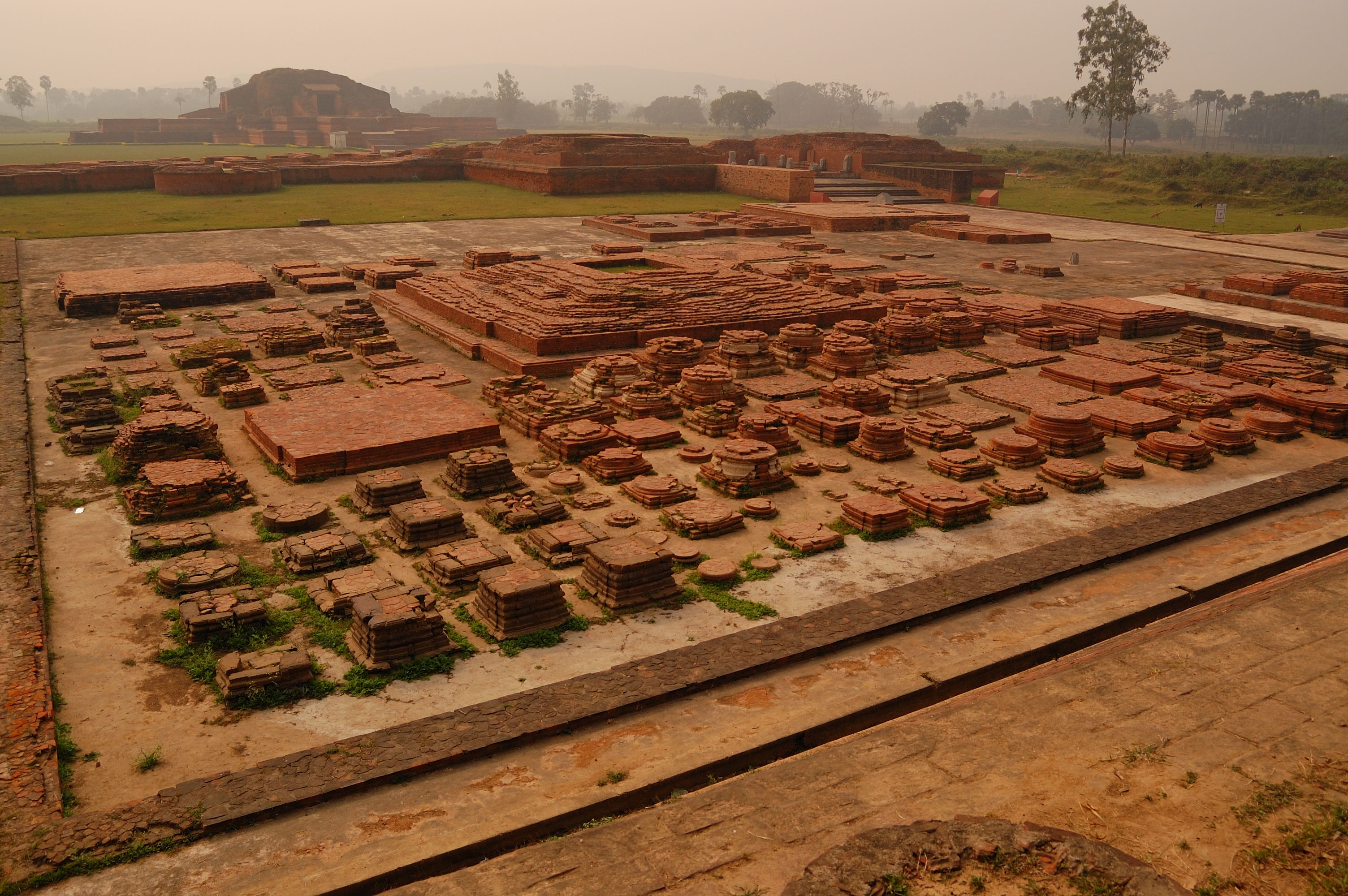
Ruinas de la escuela budista de Vikramasila.

Extensiones máximas de los imperios indios medievales: Pala, Pratihara y Rashtrakuta.

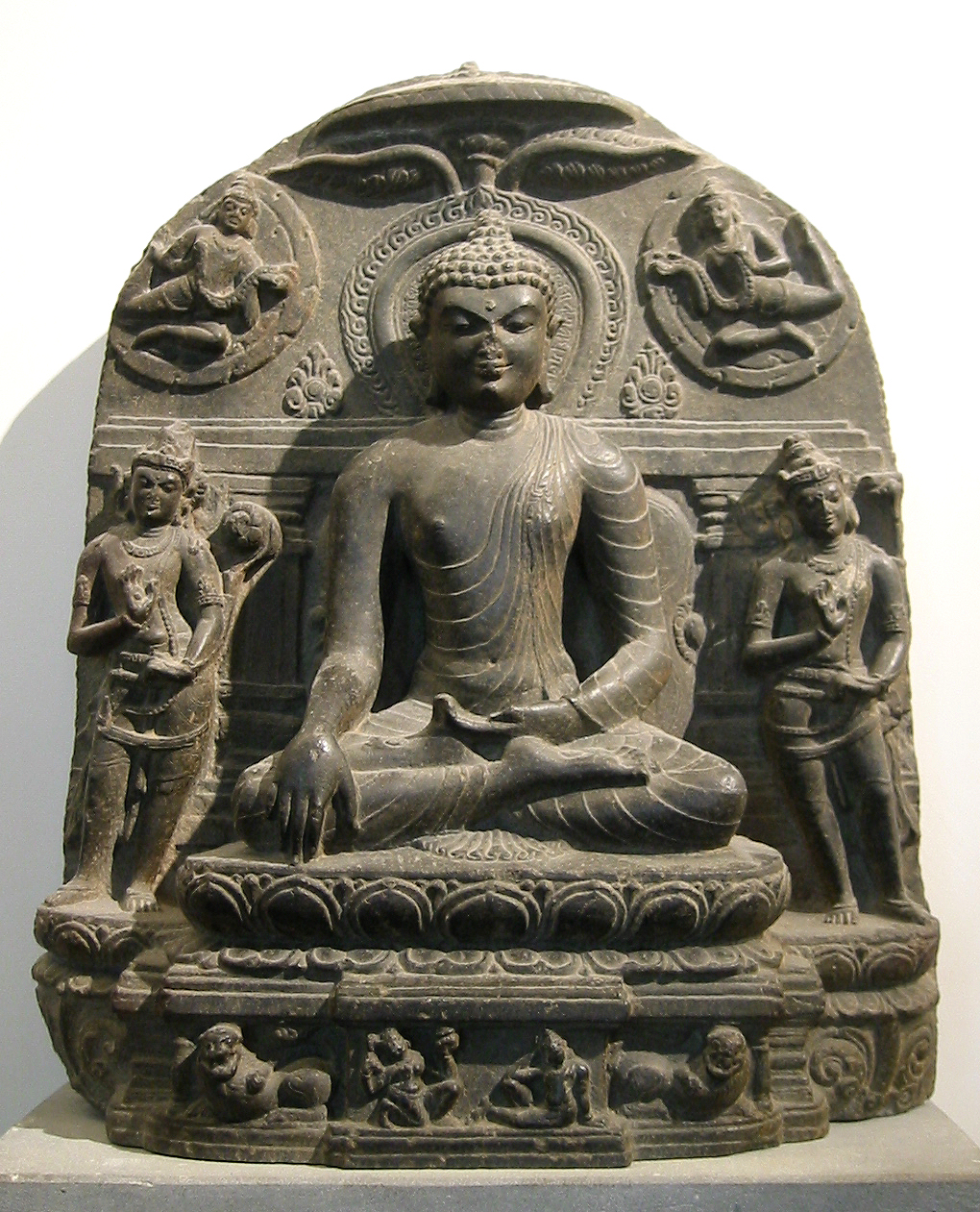
Buda Pala de piedra del.

Esta dinastía, imperio o reino, fue fundada hacia el año 750, en tiempos del rey Gopala I. Alcanzó su apogeo en el primer cuarto del siglo IX. Dharmapala, el rey que lo sucedió, extendió su imperio desde la meseta del Decán hasta Kannauj. Su sucesor, el rey Devapala, extendió el imperio, conquistando los estados de Assam y Orissa en torno al 854.
La dinastía Pala promovió el budismo Vajrayana, en detrimento del hinduismo. El gran centro budista de Vikramasila conoció momentos de esplendor bajo el patronazgo de los reyes de esta dinastía. De esta forma, la influencia del budismo tántrico se extendió en el Sudeste Asiático y en el extremo meridional del subcontinente indio, Sri Lanka y las Maldivas.
A partir del reinado de Narayanapala, el imperio Pala se desintegró gradualmente debido al incremento del poder de los Pratihara de Kannauj. Después de casi un siglo eclipsado, el reino Pala aprovechó la decadencia de los Pratihara y recuperó su dinamismo durante el reinado de Mahipala, extendiendo su dominio hacia el oeste hasta Benarés. Hacia el año 1020, el reino Pala fue atacado desde el sur por la dinastía Chola.
A finales del siglo XII, el reinó Pala fue asediado por la dinastía Sena y, finalmente, las invasiones musulmanas de Muhammad Bajtiiar Jalyi culminaron con el ocaso del imperio y el saqueo y destrucción de la escuela budista de Vikramasila. La desaparición de la dinastía Pala significó el declive del budismo en la zona y la ascendencia del Islam y, en menor medida, del hinduismo. Esta última religión fue promocionada por la dinastía Sena, que reinó brevemente en Bengala hasta el 1230.

## Reyes principales
- Gopala I (750-770)
- Dharmapala (770-810)
- Devapala (810-850)
- Shurapala/Mahendrapala (850-854)
- Vigrahapala (854-855)
- Narayanapala (855-908)
- Rajyapala (908-940)
- Gopala II (940-960)
- Vigrahapala II (960-988)
- Mahipala (988-1038)
- Nayapala (1038-1055)
- Vigrahapala III (1055-1070)
- Mahipala II (1070-1075)
- Shurapala II (1075-1077)
- Ramapala (1077-1130)
- Kumarapala (1130-1140)
- Gopala III (1140-1144)
- Madanapala (1144-1162)
- Govindapala (1162-1174)